# イヴァン・アセン1世
イヴァン・アセン1世 (ブルガリア語: Иван Асен I　1196年没)は、第二次ブルガリア帝国の建国者の一人、ツァール（1187年/1188年 - 1196年）。兄のペタル2世（4世）と共同帝位にあった。イヴァン・アセンはビザンツ帝国のテマ・パリストリオンの山岳に暮らしていた裕福な羊飼いの息子だった。同時代のすべての年代記では、彼と彼の兄弟はヴラフ人とされている。
アセンとペタル（テオドル）は、1185年にトラキアで皇帝イサキオス2世アンゲロスに会い、バルカン山脈の領土を要求した。これを皇帝に拒絶されると、アセンら兄弟は同胞に呼び掛け、ビザンツ帝国に対する大反乱を引き起こした。彼らは1186年前半に一旦イサキオス2世に敗れドナウ川の北へ逃げたが、秋にはクマン人の軍勢を連れて戻ってきた。彼らはパリストリオンを占拠し、周辺のビザンツ帝国領を襲撃して回った。
アセンとペタルは1187年もしくは1188年に共同ツァーリとして即位し、ブルガリア帝国を復活させた。ペタル4世はビザンツ帝国と和平を結んだが、イヴァン・アセン1世は闘争をつづけた。兄弟は帝国を分割することにし、イヴァン・アセン1世はヴェリコ・タルノヴォとその周辺を得た。その後もイヴァン・アセン1世はビザンツ帝国との戦いをつづけ、ストルマ川沿いに領土を広げたが、1196年にボヤールのイヴァンコに暗殺された。

## 前半生
アセン（後のイヴァン・アセン1世）とその兄テオドル（後のペタル4世）は、名門の血筋であったと歴史家のアリシア・シンプソンは述べている。また歴史家アレクサンダル・マドゲアルによれば、彼ら兄弟の父はバルカン山脈で最も裕福な牧人だった。アセンの生年月日は不明である。
『ツァーリ・ボリスのシノディコン』は、彼を「イオアン・アセン・ベルグン」と呼んでいる。イオアン（イヴァン）は、リラのイオアンからとった洗礼名である。一方後の2つはチュルク語起源である。アセンは「音、安全、健康」を意味し、ベルグンは「賢い」の意である。後にアセン朝を形成する彼らの一族の民族的背景は、現代の歴史家の間でも議論が続いている。12世紀後半から13世紀の年代記は彼らをヴラフ人と呼んでいるが、アセンの名のクマン・チュルク的な語源からはクマン人やペチェネグ人の流れも受け継いでいる可能性がある。こうした人物名から考えるに、ビザンツ帝国のテマ・パリストリオーンは、ヴラフ人、ブルガリア人、クマン人が混在する多民族地域であったと言える。
ラテン帝国初期の歴史を著述した歴史家ロベール・ド・クレリによれば、アセン（クレリはアセンと弟カロヤン・アセンを混同している節がある）はある時は皇帝軍の隊長であり、皇帝の馬牧場を司っていたこともあったという。さらにアセンは、皇帝の命を受けた際には60頭から100頭の馬を皇帝軍のもとに送らなければならなかった。クレリの記述から分かることは、すなわちアセンは土地所有者ではなく牧畜家であったということである。
1185年秋、ビザンツ皇帝イサキオス2世アンゲロスがテマ・トラケースのキュプセラ（現イプサラ、トルコ）に駐屯した。彼はシチリアのノルマン人との戦争（ノルマン・東ローマ戦争）中だった。テオドルとアセンは皇帝の元を訪れた。ビザンツ帝国の歴史家ニケタス・コニアテスによれば、彼らの目的はただビザンツ帝国への蜂起を起こすためだけだった。クレリによれば、皇帝の馬を管理していたアセンは1年に一度皇帝の宮廷を訪れていた。
テオドルとアセンは皇帝に要求を行ったが、何を求めたのかははっきりとわかっていない。 コニアテスによれば、それはプロノイア（皇帝への奉仕と引き換えに与えられる徴税権）であったという。しかしそれは要求として小さすぎるという意見もあり、より大きな地方の支配権だとか、小さな半独立領の設立を要求していたのだとするのが現代の研究者の通説である。イサキオス2世アンゲロスが兄弟の要求を却下したところ、兄弟はこれに公然と反発した。アセン（コニアテスによれば、アセンはテオドルと比べてより横柄で野蛮だった）はイサキオス2世の叔父ヨハネス・ドゥーカスに顔をぶたれ、無礼を叱責された。しかし彼らは兄弟を逮捕することなく、自由に帰らせた。

## 蜂起

### 反乱の勃発

ビザンツ帝国のテマ管区。テマ・パリストリオーン（PARISTRION）とテマ・トラケース（THRACIA）がアセンらの反乱の中心だった。

テオドルとアセンが屈辱を受ける以前から、イサキオス2世アンゲロスとハンガリー王女マルギトの結婚に伴い、ブルガリア人やブラフ人には特別税や労役が課され、反乱直前に達していた。しかし兄弟は、当初蜂起に慎重だった。とても帝国軍と戦って勝ち目はないと考えていたためである。この年、ノルマン人がテッサロニキを占領する事件が発生し、町の守護聖人とされていた聖ディミトリオスのイコンがブルガリアに持ち去られたことが蜂起の好機となった。兄弟は「祈る者の家」を建て、ブルガリア人やヴラフ人のシャーマンを呼び寄せた。兄弟はこの、コニアテスに言わせれば「悪魔憑き」に、群衆の前で「神が彼らの自由を首肯し」、聖ディミトリオスがテッサロニキから「やってきて」、彼らをビザンツ帝国との戦いにおいて「助け、支援する」と宣言させた。
テオドルは戴冠し、10世紀のブルガリア皇帝にならって「ペタル」と改名した。これらは、ペタルとアセンの兄弟が第一次ブルガリア帝国の後継者として国家を建設したことを示すデモンストレーションだった。彼らはブルガリア帝国の旧都プレスラフを攻めたが、落とすことができなかった。1186年初頭、兄弟はトラキアを荒らしまわり、多くの捕虜や牛を得た。イサキオス2世アンゲロスは討伐軍を送った。ブルガリア軍は山地の「入り難い地」を選びながら侵入者を撃退していったが、1186年4月21日の日食に乗じて奇襲をかけてきた帝国軍に敗北を喫した。ペタルとアセンは故郷を離れてドナウ川を渡って逃亡し、クマン人に支援を求めた。
イサキオス2世アンゲロスはこの勝利で事は片付いたと判断し、パリストリオーンの防衛体制を強化することなくコンスタンティノープルに帰還した。しかし、ペタルとアセンはいくつかのクマン人族長と手を結び、その支援を受けて秋にはビザンツ帝国領内に帰ってくることができた。この同盟交渉についてのコニアテスの記録は、議論を呼ぶような微妙な記述になっている。彼は表向きはは兄弟とクマン人の同盟はペタルの功績としているが、一方ではアセンが重要な役割を果たしたことを強調している。帰国して間もなく、兄弟はパリストリオーンを手中に収め、テマ・トラケースを攻撃し始めた。アセンは目的地を急襲して略奪し、ただちに撤退する一撃離脱戦術を繰り出し、帝国軍の反撃を無為なものにした。コニアテスが強調するところでは、兄弟はもはや“Mysia”（パリストリオーン）を収奪することをやめ、そことブルガリアでの勢力をかつてのような1つの帝国という政治勢力にまとめ上げて言った。つまり、ここに至って彼らは第一次ブルガリア帝国の復興を目標としていた。

## 第二次ブルガリア帝国

### 共同統治

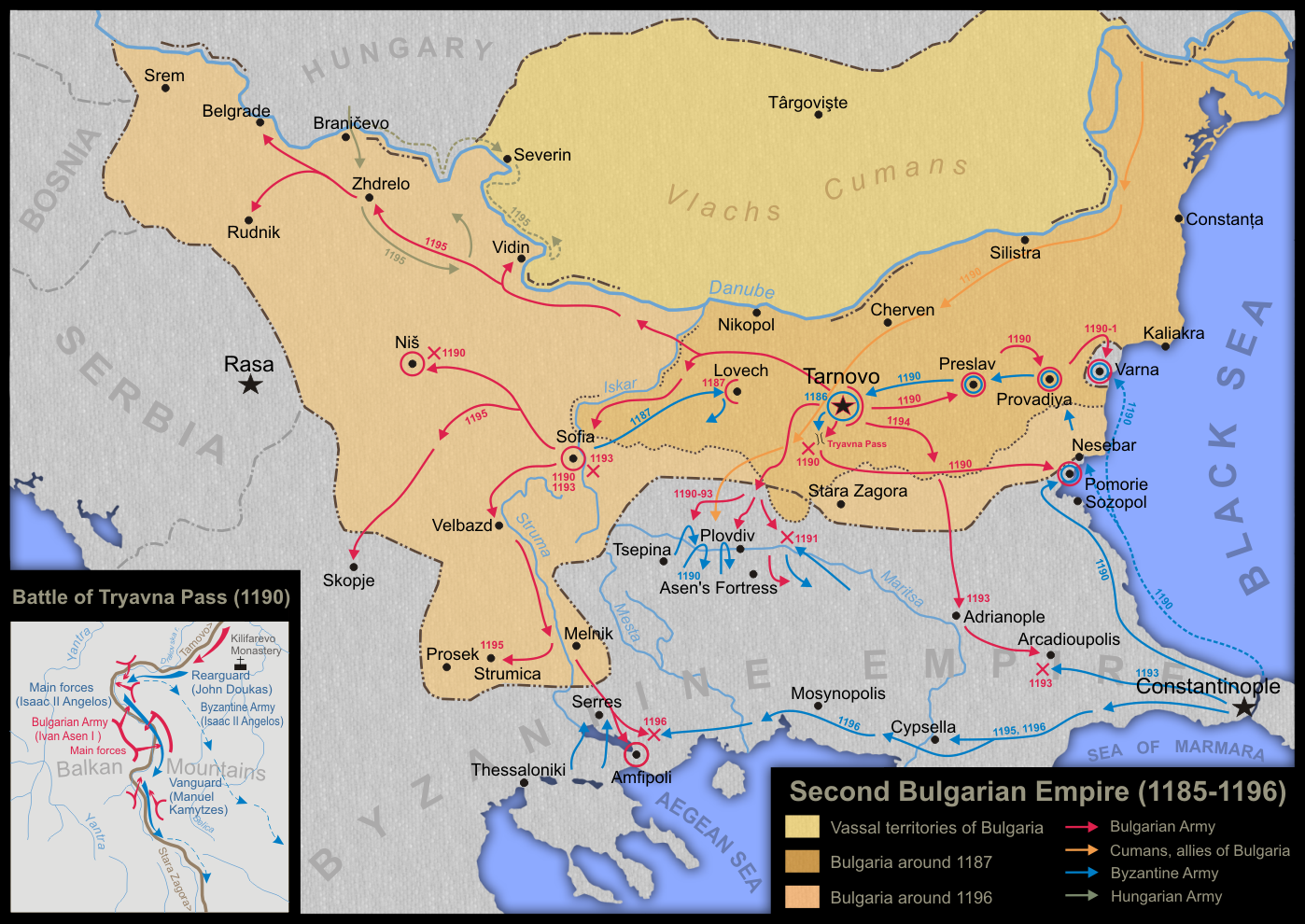
ブルガリアの歴史家による第二次ブルガリア帝国の版図（1185年-1196年）。ブルガリアでは、この地図のように帝国がオルテニアやムンテニアをも支配下に入れていたと認識されているが、世界的にはこの主張は認められていない。

コンスタンティノープルを始め、各地でイヴァン・アセン1世の「バシレウス」と名乗った印が見つかっている。13世紀のビザンツ帝国の歴史家ゲオルギオス・アクロポリテスによれば、アセンは1196年に死去するまで9年にわたりブルガリア民族を支配した。つまり、1187年か1188年にペタル4世の共同皇帝としてイヴァン・アセン1世が即位したことになる。ビザンツ帝国は何度も反乱ブルガリア人・ヴラフ人に対して遠征したが、兄弟のパリストリオーン支配を崩すことができなかった。イサキオス2世アンゲロスは1188年春に自ら軍勢を率いてペタル4世の支配領域に侵攻し、ロヴェチを包囲した。ビザンツ軍はこの要塞こそ落とせなかったものの、イヴァン・アセン1世の妻エレナ・エフゲニアと弟カロヤン（後のカロヤン・アセン）を捕虜とすることができた。この後数年にわたり、カロヤンは人質としてコンスタンティノープルに留め置かれた。
1189年6月に神聖ローマ皇帝フリードリヒ1世が第3次十字軍遠征の過程でバルカン半島にやってきたのを機に、ペタル4世とイヴァン・アセン1世はビザンツ帝国からさらなる領土を奪った。第3次十字軍の年代記の1つ『皇帝フリードリヒの遠征の歴史』にははっきりと、彼らが「ドナウ川が海に流れ込む地域」（現ドブルジャ）とトラキアの一部を制圧したと記録されている。進軍をつづけるフリードリヒ1世とブルガリアの皇帝兄弟の使節の間では交渉が行われているが、これに関する一次史料はすべて、ブルガリア側の人物としてイヴァン・アセン1世ではなくペタル4世のみに言及している。このことから、この時期のブルガリア帝国ではペタル4世が首位の支配者と認識されていたことが分かる。十字軍は1190年3月にアナトリア半島へ旅立った。
フリードリヒ1世が去った直後、イサキオス2世アンゲロスはまたもペタル4世とイヴァン・アセン1世の領土に侵攻したが、ヴラフ人やブルガリア人は帝国軍との決戦を避け、結局イサキオス2世アンゲロスは撤退を余儀なくされた。イヴァン・アセン1世は帰路についた帝国軍を峠道で急襲して完勝した（トリャヴナの戦い）。勝ちに乗じたヴラフ人、ブルガリア人、それに同盟者のクマン人は、逆にテマ・トラケースに侵攻し、アンヒアロス（現ポモリエ、ブルガリア）などを略奪した。イサキオス2世アンゲロスは1191年4月にもアドリアノープル（現エディルネ、トルコ）でクマン人に敗北した。その後、皇帝の従弟コンスタンティノス・ドゥーカス・アンゲロスがペタル4世とイヴァン・アセン1世の軍を打ち破った。
1193年のイサキオス2世アンゲロスへの賛辞の中で、イヴァン・アセン1世は「帝国の罠に囲まれた」「無謀で頑固な叛徒」として言及されている。それに対しペタル4世については弟に対する「障害物」であり、「逆風」であると述べられている。このように、1192年にブルガリア皇帝の兄弟間で発生した内紛はビザンツ帝国の扇動によって引き起こされたものだった。マドゲアルによれば、ペタル4世はビザンツ帝国との和平を望み、反対にイヴァン・アセン1世は戦争の継続を志していた。 アクロポリテスによればペタル4世は不特定の時期にタルノヴォからプレスラフに移動しており、アクロポリテス自身が生きた13世紀になってもプレスラフ付近は「ペタルの地」と呼ばれていたという。マドゲアルやポール・ステファンソンは、1192年ごろに兄弟が帝国を分割し、イヴァン・アセン1世がタルノヴォとその付近を領有することになったとしている。
コンスタンティノス・ドゥーカス・アンゲロスがイサキオス2世アンゲロスに反旗を翻して失敗し目を潰されたのち、天敵がいなくなったヴラフ人やブルガリア人はビザンツ帝国への攻撃を再開した。イサキオス2世アンゲロスはアレクシオス・ギドスとバシレイオス・ヴァタツェスに対応を命じたが、イヴァン・アセン1世はアルカディオポリスの戦いにおいて彼ら帝国軍をほぼ殲滅する大勝利を挙げた。ペタル4世とイヴァン・アセン1世は、プロヴディフをはじめトラキアに新たな領土を獲得した。
イサキオス2世アンゲロスはトラキア奪回のため親征することにした。ところが、彼はキュプセラで軍を集めている最中の1195年4月8日に弟のアレクシオス（3世アンゲロス）に捕らえられ、目を潰されてしまう。帝位を簒奪したアレクシオス3世アンゲロスはペタル4世とイヴァン・アセン1世に使節を送り、和平を求めた。しかし兄弟は新帝の提案を拒絶した。イヴァン・アセン1世はビザンツ帝国領に侵入し、アレクシオス・アスピエテスを破った。さらに彼はストルマ川に沿ってビザンツ帝国の砦を次々と奪取し、ヴラフ人やブルガリア人を守備兵として配置した。
アレクシオス3世アンゲロスの義理の息子イサキオス・コムネノスは、帝国軍を率いて反撃に出た。しかし、イヴァン・アセン1世らの軍はこれを包囲して大いに破った（セレスの戦い）。イサキオス・コムネノスを捕らえたクマン戦士たちはビザンツ皇帝に莫大な身代金要求を突きつけようとしたが、これを知ったイヴァン・アセン1世はクマン人にイサキオス・コムネノスの身柄を自分へ引き渡させた。

### 暗殺
1196年、イヴァン・アセン1世はボヤールのイヴァンコという人物に刺殺された。この殺人の動機や背後の関係はよく分かっていない。コニアテスは、次のような2つの説を挙げている。まず1つ目は、イサキオス2世が捕虜を通してイヴァンコに接触し、ツァーリを殺せば自分の娘を妻として与えると言って唆したというものである。もう1つはによれば、イヴァンコは「アセンの妻の姉妹と秘密裏に肉体関係を持っていた」。しかしその関係がイヴァン・アセン1世に知られてしまい、家の名誉を汚したとしてイヴァン・アセン1世が義妹を処刑しようとしたところ、彼の妻が、自分の姉妹ではなくイヴァンコを罰するよう説得した。これを受けてイヴァン・アセン1世は深夜にイヴァンコを自身の天幕に呼びつけたが、ツァーリの意図に気づいたイヴァンコは防具の下に剣を隠し持ち、ツァーリとの面会中にこれを刺した、というものである。
コニアテスは、イヴァンコが、イヴァン・アセン1世の「何でも剣で治めようとする政治」よりも「より正義と平等」な統治を求めていたと主張している。現代の歴史家ステファンソンは、このコニアテスの記述から、イヴァン・アセン1世がクマン傭兵を背景として恐怖政治を敷いていたことがうかがえるとしている。一方ヴァーシャーリは、イヴァンコがビザンツ帝国にそそのかされて弑逆を決行したとする説をとっている。イヴァン・アセン1世の死後、イヴァンコはビザンツ帝国の援助を受けてタルノヴォを支配しようとしたが、ペタル4世に追われビザンツ帝国に逃れた。ペタル4世は弟のカロヤンをタルノヴォの支配者に据えた。

## 家族
イヴァン・アセン1世には、イヴァン・アセンとアレクサンダルという少なくとも2人の息子がいた。息子のイヴァン・アセンは1193年ごろに生まれ、後の1218年にイヴァン・アセン2世として帝位についた。その治世中、弟のアレクサンダルはセヴァストクラートルの地位にあった。